# Diplotaxis australis
Diplotaxis australis är en skalbaggsart som beskrevs av Patricia Vaurie 1960. Diplotaxis australis ingår i släktet Diplotaxis och familjen Melolonthidae. Inga underarter finns listade i Catalogue of Life.